# Naresuan

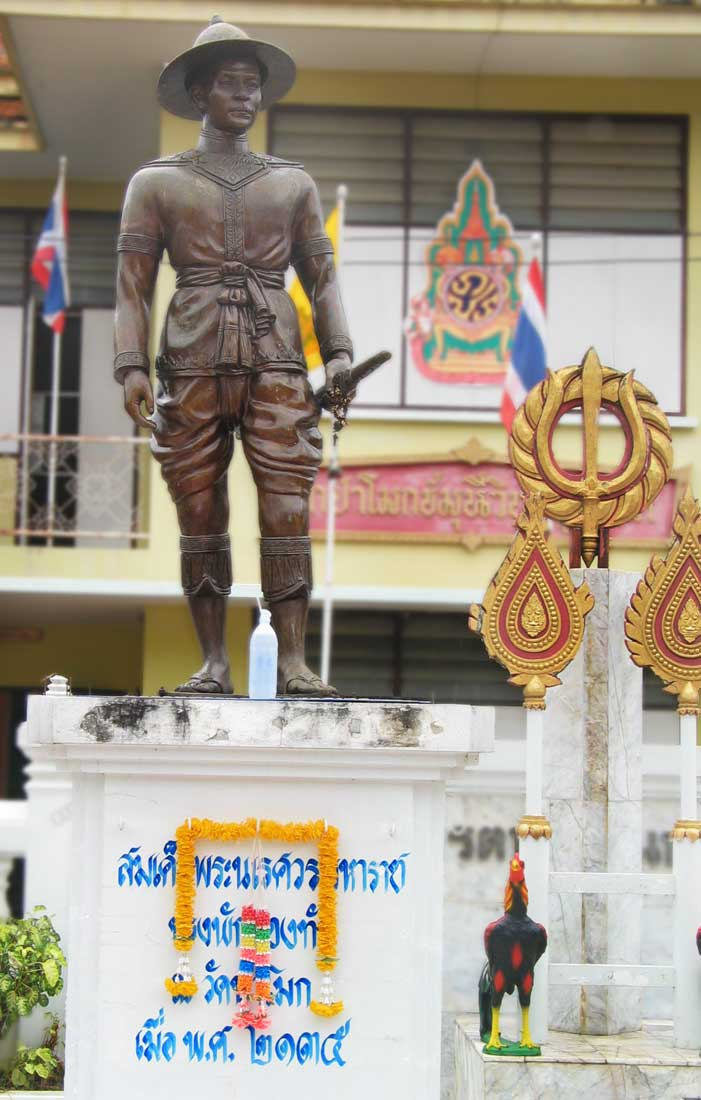
Statue von König Naresuan, Wat Pha Mok, Ang Thong

Naresuan der Große (vollständiger Titel: Somdet Phra Naresuan Maharat, Thai: สมเด็จพระนเรศวรมหาราช, Sanskrit: Nareśvara (Mahārāja); * 1555 in Phitsanulok; † 25. April 1605 in Mueang Hang) war König des siamesischen Königreichs Ayutthaya (heute in Thailand).

## Herkunft und Jugend
Naresuan war der Sohn von Maha Thammaracha (Khun Phirenthorathep), dem Gouverneur von Phitsanulok und Vizekönig der Nordprovinzen. Dieser war ein Abkömmling des Königshauses von Sukhothai. Das ältere Königreich Sukhothai war im 15. Jahrhundert von Ayutthaya annektiert worden. Der alte Adel von Sukhothai hatte jedoch weiter großen Einfluss in den nördlichen Provinzen, unter denen Phitsanulok die wichtigste war.
Naresuans Mutter war Prinzessin Sawatdirat, die spätere Königin Wisutkasat, Tochter von König Chakkraphat und Königin Suriyothai. Khun Phirenthorathep hatte 1548 zusammen mit anderen Adeligen aus dem Norden den Usurpator Worawongsa gestürzt und Chakkraphat zum Thron verholfen. Dafür hatte er den Titel Maha Thammaracha – angelehnt an die Titel der früheren Könige von Sukhothai –, den Rang des Vizekönigs und die Tochter des Königs zur Frau bekommen. 
Naresuan hatte eine ältere Schwester, Prinzessin Suphankanlaya, und einen jüngeren Bruder, Ekathotsarot. Die beiden Brüder hatten zeit ihres Lebens ein enges Verhältnis und werden in thailändischen Chroniken als der „Schwarze Prinz“ (Naresuan) und der „Weiße Prinz“ (Ekathotsarot) bezeichnet.
Die zweite Hälfte des 16. Jahrhunderts ist gekennzeichnet durch die sich verschärfenden Rivalitäten zwischen dem Zweiten Birmanischen Reich unter der Taungu-Dynastie (nach seiner Hauptstadt auch als Pegu oder Hongsawadi/Hanthawaddy bezeichnet) und Ayutthaya. Während des ersten Feldzugs des militärisch äußerst erfolgreichen birmanischen Königs Bayinnaung gegen Ayutthaya 1563/64 unterstützte Naresuans Vater entweder die Birmanen oder nahm eine abwartende Rolle ein (die Chroniken sind insofern uneins). Ab dieser Zeit galt Maha Thammaracha vermutlich als Vasall Bayinnaungs. Jedenfalls wurden der 8- oder 9-jährige Naresuan und sein Bruder Ekathotsarot anschließend als „königliche Geiseln“ an den birmanischen Hof in Pegu (Hongsawadi) gebracht. Sie dienten dort als Pagen – wie die Söhne birmanischer Fürsten – und genossen eine Militärausbildung, die zu den besten Südostasiens zählte. 
Nachdem König Chakkraphat versucht hatte, die birmanische Oberherrschaft abzuschütteln, zog König Bayinnaung 1568/69 erneut gegen Ayutthaya und konnte die siamesische Hauptstadt einnehmen. Diesmal unterstützte Naresuans Vater offen die Birmanen. Diese wurden offenbar auch von Hochverrätern innerhalb Ayutthayas unterstützt, die ihnen die Tore öffneten. Maha Thammaracha zog daraufhin von Phitsanulok nach Ayutthaya und bestieg dort im Dezember 1569 mit Anerkennung des birmanischen Oberherrschers als König Phrachao Sanphet I. den Thron. Seine beiden Söhne blieben weiterhin als Geiseln in Pegu, um sich der Loyalität des Vasallenherrschers zu versichern. Naresuans Vater bot 1571 dem birmanischen König Bayinnaung seine Tochter Suphankanlaya als (Neben-)Frau an. Nachdem die Birmanen sich von der Willfährigkeit Ayutthayas überzeugt hatten, kehrten Naresuan und Ekathotsarot im Gegenzug wieder in das Gebiet des heutigen Thailands zurück.

## Vizekönig

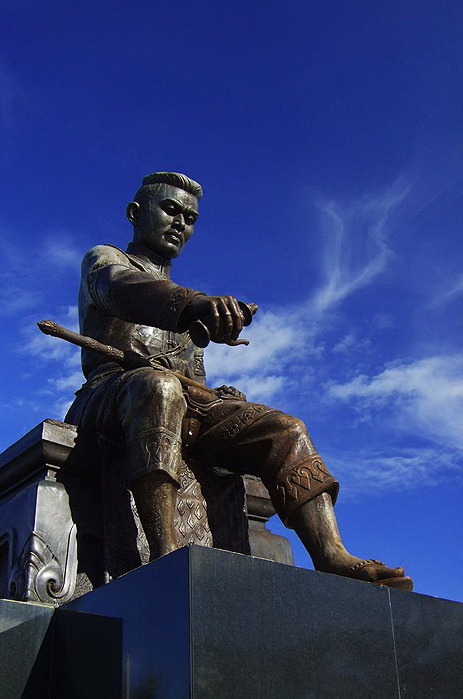
Denkmal von Naresuan auf dem Campus der Naresuan-Universität Phitsanulok. Dargestellt ist, wie Naresuan geweihtes Wasser vergießt und damit symbolisch die Unabhängigkeit Ayutthayas von Birma erklärt.

Sein Vater ernannte den 15- oder 16-jährigen Naresuan umgehend nach seiner Rückkehr aus Pegu zum Uparaja (Vizekönig und designierten Thronfolger) und Gouverneur von Phitsanulok, wo er die nördliche Flanke sichern sollte. Hier hatte Naresuan es vornehmlich mit gegnerischen Khmer aus Kambodscha zu tun, denen er mehrere Niederlagen beibrachte. Gleichzeitig musste er aber erkennen, dass Ayutthaya weder von der Truppenstärke noch von der Ausrüstung her in der Lage war, die birmanische Vorherrschaft zu brechen. Er baute eine Armee von Freiwilligen auf, die er mit neuartigen Taktiken kämpfen ließ; Schnelligkeit und das Überraschungsmoment sollten auf ihrer Seite liegen. Die Truppe wurde deshalb die „Wilden Tiger“ genannt. Während Bayinnaungs Feldzug gegen Vientiane, die Hauptstadt Lan Xangs (heutiges Laos), diente Naresuan als Truppenführer im birmanischen Heer. Als er sich mit Pocken infizierte, durfte er jedoch den Einsatz abbrechen und nach Ayutthaya zurückkehren.
Gleichzeitig arbeitete sein Vater an der Erneuerung der Befestigungsanlagen von Ayutthaya und den nördlichen Städten zu Birma. Birma fühlte sich hiervon wenig provoziert und vertraute auf die eigene Stärke. Die kambodschanische Führung jedoch sah sich veranlasst, 1575 Ayutthaya anzugreifen. Wieder war es Naresuan, der diesen Angriff und auch alle weiteren abwehren konnte und sich den Ruf eines begnadeten Strategen erwarb. Um 1577 ließ er an der Nordostecke von Ayutthaya den Chandra-Kasem-Palast errichten – auch „Vorderpalast“ (Wang Na) genannt – nachdem sein Vater dieses Gebiet mit einer erweiterten Stadtmauer umgeben hatte. Dort lebte der Prinz lieber als im Großen Palast.
1581 ging Naresuan nach Kambodscha und nahm in der Folge portugiesische und spanische Söldner gefangen, darunter auch Scharfschützen. Diese wurden wenig später eingesetzt, als ein heiliger Mann einen Bauernaufstand angezettelt hatte und Naresuan ihn durch einen „ausländischen“ – vermutlich portugiesischen – Scharfschützen erschießen ließ.
1581 oder 1582 reiste Naresuan als Vertreter seines Vaters nach Pegu, um dem neuen birmanischen König Nandabayin, Sohn des verstorbenen Bayinnaung, zu huldigen. In dieser Zeit wurde Naresuan auch als Kommandeur im birmanischen Heer eingesetzt. Bei einem Feldzug gegen ein Fürstentum der Shan soll ihm einer thailändischen Legende zufolge die Einnahme einer Stadt gelungen sein, an der der birmanische Uparaja („Kronprinz“) Mingyi Swa zuvor gescheitert war. Dieser soll in Folge eine eifersüchtige Feindschaft gegen Naresuan gehegt haben. In den Chroniken von Ayutthaya wird der folgende Konflikt zwischen Birma und Siam durch die persönliche Rivalität der beiden Männer illustriert.
Im Jahr 1584 wurde Naresuan erneut nach Birma gerufen, um König Nandabayin bei einer Strafexpedition gegen den aufständischen Fürsten von Ava zu unterstützen. Diesem Befehl kam er zunächst nach und zog mit seinen Truppen nach Unterbirma. Dort wurde ihm jedoch zugetragen, dass die Birmanen ihn bei dieser Gelegenheit überfallen und ermorden wollten. Daraufhin kehrte er nach Phitsanulok zurück und wurde so befehlsbrüchig gegenüber der birmanischen Oberherrschaft. 1584 gilt daher als Datum der Kündigung des Vasallenverhältnisses und der „Unabhängigkeitserklärung“ Ayutthayas von Birma. Eine formale Unabhängigkeitserklärung Naresuans – in Geschichten und Abbildungen oft durch das zeremonielle Ausgießen von geweihtem Wasser symbolisiert – ist jedoch nicht dokumentiert und dürfte eher dichterische Ausschmückung sein.
Anschließend marschierten die Birmanen mit einer gewaltigen Streitmacht in den Norden ein. Naresuan zog sich taktisch zurück und hinterließ ihnen nur verbrannte Erde: Städte und Dörfer wurden niedergebrannt, Felder verwüstet zurückgelassen und Vieh mitgenommen oder vergiftet. So hatten die Birmanen nichts von ihren „Eroberungen“. Mit Guerilla-Angriffen schwächte er die Moral der Gegner und tötete Hunderte von ihnen. Daraufhin zogen sich die Birmanen wieder zurück.
1586 ergriff Naresuan schließlich die Initiative und eroberte Chiang Mai, die Hauptstadt des Pufferstaates Lan Na. Naresuan hatte die Grenze Ayutthayas direkt bis an Birma verschoben. Der Angriff birmanischer Truppen ein Jahr später war direkt gegen Ayutthaya gerichtet, schlug aber wieder fehl, ebenso wie ein nachfolgender kambodschanischer Angriff.

## König

### Sicherung der Souveränität

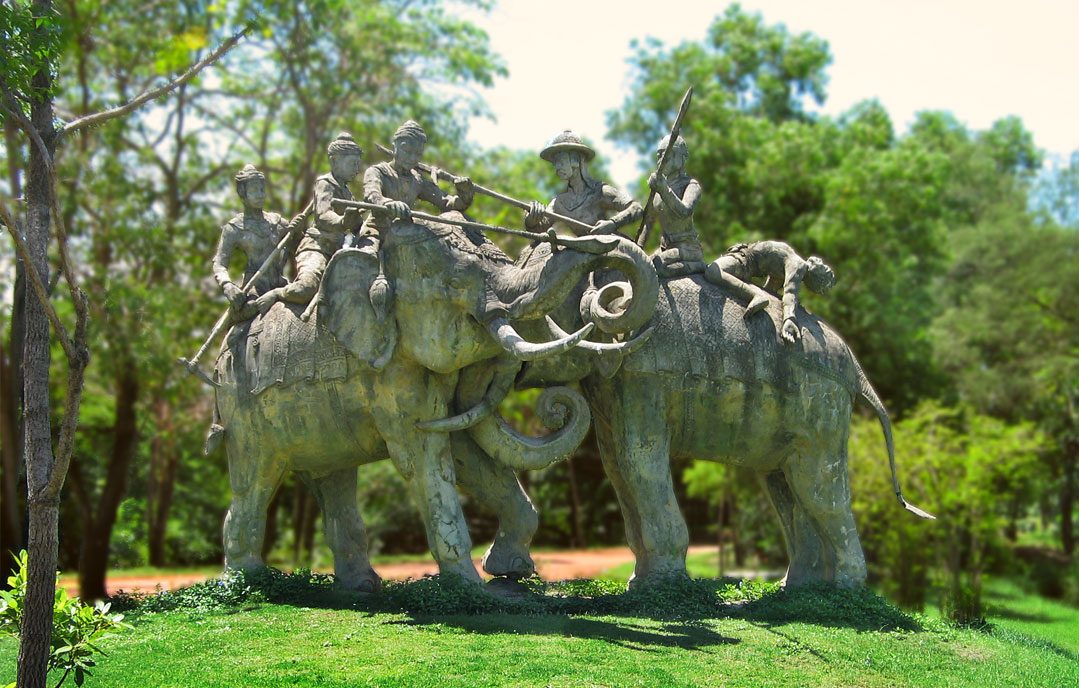
Statue im Mueang Boran bei Bangkok: Dargestellt ist das legendäre Elefantenduell Naresuans mit dem birmanischen Kronprinzen.

Nachdem König Phrachao Sanphet I. (Maha Thammaracha) im Juli 1590 gestorben war, übernahm Prinz Naresuan, schon vorher der Lenker des Reiches, die Königswürde von Ayutthaya. König Naresuan reorganisierte Ayutthaya erneut und stärkte die regionalen Verteidigungskräfte, um noch flexibler auf Angriffe von außen reagieren zu können. 
Aber auch Birma hatte gelernt. 1591 wurde ein neuer Angriff gestartet, diesmal durch zwei getrennt marschierende Truppenteile, die sich von Norden und Süden her auf Ayutthaya zubewegten. Im Januar 1593 stellte Naresuan den Gegner bei Nong Sarai (möglicherweise im heutigen Amphoe Don Chedi, Provinz Suphan Buri). Der thailändischen Überlieferung nach forderte Naresuan den birmanischen Kronprinzen Mingyi Swa zu einem Zweikampf auf den Rücken ihrer Kriegselefanten heraus. Bei diesem Duell soll er den Gegner mit seiner Glefe (ngao) getötet haben. Der Historiker und Thaiist Barend Jan Terwiel hält dies jedoch für eine Legende: Obwohl zehn historische Berichte von der Schlacht in thailändischen, birmanischen, europäischen und persischen Quellen überliefert sind, wird das ungewöhnliche Duell nur in einem einzigen erwähnt. Den birmanischen Chroniken zufolge wurde Mingyi Swa dagegen schlicht erschossen.
Jedenfalls veranlasste die Niederlage und der Verlust seines Sohns den birmanischen König Nandabayin, seine Truppen vollständig zurückzuziehen. Ebenfalls nur nach thailändischer Überlieferung tötete Nandabayin aus Rache seine Nebenfrau Suphankanlaya, Naresuans Schwester, die zu der Zeit von dem birmanischen König schwanger gewesen sei. In birmanischen Quellen ist hingegen weder eine Ehe Nandabayins mit Suphankanlaya noch deren Tötung dokumentiert.

### Expansion
Birma hatte offenbar genug von den dauernden Rückschlägen in Siam. Naresuan bereitete sich trotzdem auf weitere Auseinandersetzungen vor und rüstete in erstaunlicher Weise auf. Schließlich konnte er selbst die Initiative übernehmen und birmanisches Gebiet betreten. Noch 1592 nahmen siamesische Truppen Tenasserim und Tavoy ein. 
Anschließend überfiel Naresuan 1593 mit mehr als 100.000 Mann Kambodscha und nahm im Januar 1594 die Hauptstadt Longvek ein. Nahezu kampflos konnte er den König und seine Familie vertreiben, diese wandten sich nach Vieng Chan (Vientiane) in Laos. Kriegsgefangene wurden in die Nordprovinzen Siams umgesiedelt oder in die Armee Ayutthayas aufgenommen. Kambodscha hörte auf, ein Machtfaktor in Südostasien zu sein.
Danach führte er 1594 erneut Krieg gegen Birma. Seine Truppen eroberten die Hafenstadt Martaban (heute Mottama) am Indischen Ozean, die wichtigste Stadt im Siedlungsgebiet der Mon in Unterbirma. Mit Unterstützung der Mon sowie einem Heer von 12.000 Mann zog Naresuan im Dezember 1594 gegen Pegu. Er brach die Belagerung jedoch ab, als er erfuhr, dass die Vizekönige von Prome, Taungu und Ava der birmanischen Hauptstadt zu Hilfe kamen.
Naresuan förderte Handelsbeziehungen mit den Europäern: 1595 kamen auf Betreiben des Königs holländische Schiffe nach Ayutthaya, um Handel zu treiben (überwiegend Gewürze). Auch die Spanier, die seit 1570 die Philippinen ganz in Besitz genommen hatten, sahen in Ayutthaya eine aufstrebende Macht und nahmen 1598 Handelsbeziehungen auf.
Ab 1595 zerfiel das Reich des birmanischen Königs Nandabayin, da sich seine Vasallenherrscher und schließlich auch die birmanischen Fürsten nach und nach von ihm abwandten. Naresuan nutzte das aus und unternahm 1598 einen erfolgreichen Feldzug gegen Lan Na im heutigen Nordthailand, das bis dahin unter birmanischer Oberherrschaft stand und von einem Sohn des birmanischen Königs Bayinnaung regiert wurde, anschließend aber ein Vasall Ayutthayas war. Danach verbündete sich Naresuan 1599 mit den Königen von Arakan und Taungu und zog abermals gegen Pegu. Seine (vermeintlichen) Verbündeten kamen ihm jedoch zuvor und nahmen Pegu ohne die Siamesen ein. Die Truppen von Taungu und Arakan teilten die vorgefundenen Kostbarkeiten unter sich auf, der gefangene König Nandabayin wurde nach Taungu gebracht. Anschließend plünderten und brandschatzten die Arakanesen die Hauptstadt. Als Naresuan mit seinen Truppen Pegu erreichte, fand er eine leere und zerstörte Stadt vor. Er zog daraufhin weiter nach Taungu, ließ die Stadt belagern und forderte die Auslieferung Nandabayins. Die Belagerung blieb jedoch erfolglos. Nandabayin wurde einige Monate später von seinem Neffen Natshinnaung, dem Thronfolger von Taungu, ermordet.
Zur Führenden Macht innerhalb Birmas wurde nach dem Fall Pegus das Königreich Ava in Oberbirma unter Nyaungyan Min, einem weiteren Sohn Bayinnaungs. Dieser bemühte sich – wie auch Naresuan – die Staaten der Shan, die zwischen Ava und Lan Na am Saluen lagen. Während des dadurch ausgelösten Feldzugs starb König Naresuan am 16. Mai 1605 in Müang Hang, einem Shan-Fürstentum, etwa 30 Kilometer nordwestlich von Fang an der heutigen thailändisch-birmanischen Grenze. Nach einer anderen Theorie ist Naresuans Todesort in Amphoe Wiang Haeng im äußersten Norden der thailändischen Provinz Chiang Mai. Er hinterließ weder Frau noch Kinder. Als Nachfolger wurde sein Bruder Ekathotsarot gekrönt.

## Nachwirkung

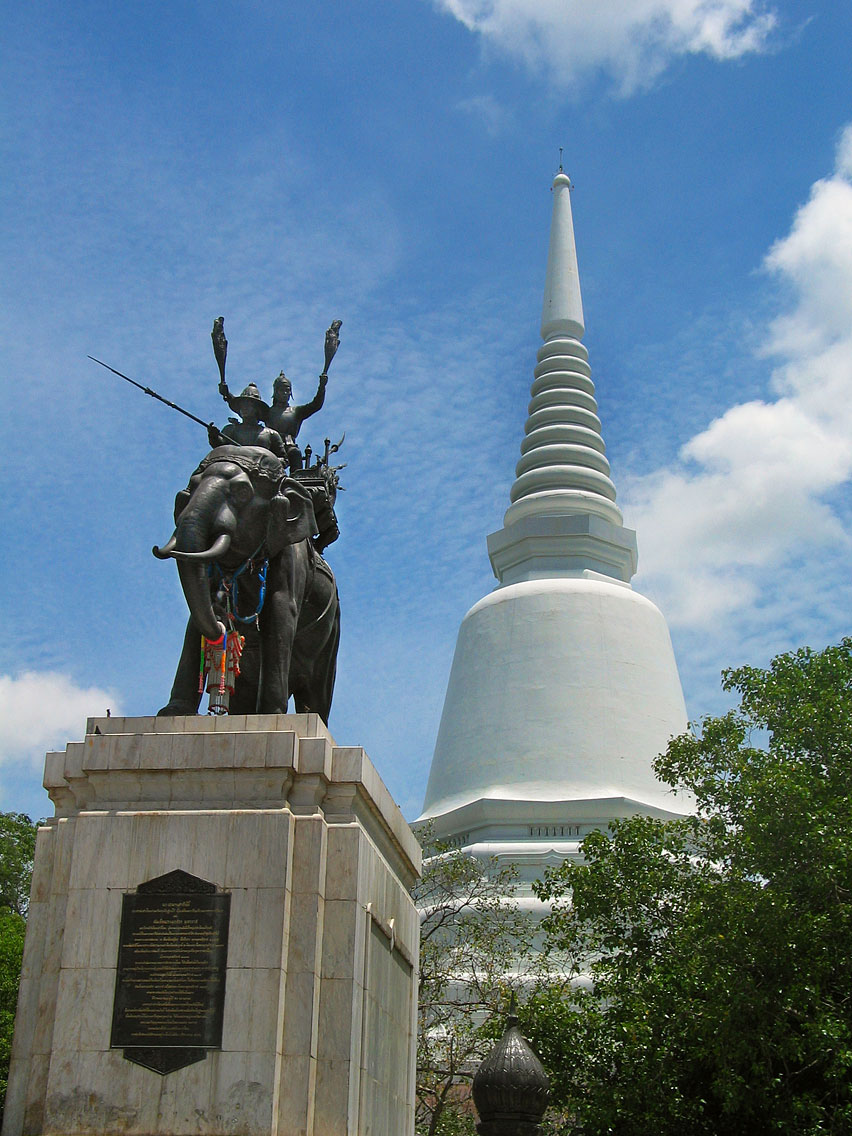
Silpa Bhirasris Naresuan-Statue in Don Chedi

Naresuan ist als einer der begabtesten Strategen der Militärgeschichte Südostasiens und einer der intelligentesten Herrscher Siams in die Geschichte eingegangen. Er gehört heute zu den meistverehrten Herrschern der thailändischen Geschichte und trägt als einer von sechs thailändischen Königen den Beinamen „der Große“. Seine Rolle, Siams Souveränität gegenüber Birma wiederhergestellt zu haben, wurde glorifiziert und romantisiert. Sinnbildlich dafür steht insbesondere die Geschichte vom Elefantenduell mit dem birmanischen Kronprinzen während der Schlacht von Nong Sarai. Diese wurde erst in der frühen Rattanakosin-Epoche, nach der zweiten Einnahme und endgültigen Zerstörung Ayutthayas durch die Birmanen 1767, den Chroniken hinzugefügt. In der Chronik Phraratchaphongsawadan Krung Sayam von 1795 wurde Naresuan gar mit Buddha verglichen, sein Gegenspieler, der birmanische Kronprinz, hingegen mit Māra, im Buddhismus die Verkörperung des Bösen. Auch Krom Phra Pramanuchit Chinorot verglich in seinem klassischen Gedicht „Niederlage der Mon“ (Lilit Talaeng phai) Mingyi Swa mit Māra, Naresuan dagegen mit dem Gott Indra.
Besonders prägend für das heutige Bild von Naresuan waren die Werke Prinz Damrong Rajanubhabs, des „Vaters der thailändischen Geschichtsschreibung“. Dieser veröffentlichte 1917 sein Hauptwerk „Thailands Kriege gegen Birma“ (Thai rop Phama) und verfasste in den letzten Jahren vor seinem Tod 1943 „Eine Biographie von König Naresuan dem Großen“ (Phraprawat Somdet Phra Naresuan Maharat), in denen er die Rolle des Königs überhöhte und ausschmückte. 
Auch der nationalistische Schriftsteller Wichit Wichitwathakan – Chefideologe der Diktatoren Phibunsongkhram und Sarit Thanarat – befasste sich eingehend mit Naresuan, namentlich in seinem Drama „König Naresuan erklärt die Unabhängigkeit“ (Phra Naresuan Prakat Itsaraphap) von 1934. Vor allem Phibunsongkhram sah den militärisch erfolgreichen und als volksnah geltenden Naresuan als persönliches Vorbild und ließ ihm zu Ehren Denkmäler aufstellen. Eines der bekanntesten darunter ist die Statue des Elefantenduells in Don Chedi (dem vermuteten Ort der Schlacht von Nong Sarai), die Phibunsongkhrams bevorzugter Bildhauer, der aus Italien stammende Silpa Bhirasri (Corrado Feroci) schuf.
Die sechs aufwändig produzierten Historienfilme der King Naresuan-Reihe des Regisseurs Prinz Chatrichalerm Yukol von 2006 bis 2015 gehören zu den erfolgreichsten thailändischen Kinofilmen aller Zeiten.
Der Sozialkritiker Sulak Sivaraksa wurde im Oktober 2014 von zwei pensionierten Generälen wegen Majestätsbeleidigung angezeigt, nachdem er – unter Bezugnahme auf eine geschichtswissenschaftliche Studie von Barend Jan Terwiel – den Wahrheitsgehalt der Geschichte vom Elefantenduell in Zweifel gezogen hatte. Dies illustriert den Grad der Verehrung, den Naresuan über vier Jahrhunderte nach seinem Tod genießt, vor allem in Militärkreisen. Im Januar 2018 wurde das Verfahren vor einem Militärgericht jedoch eingestellt.